# Azione delle torpediniere italiane nella battaglia di Creta
L'azione delle torpediniere italiane nella battaglia di Creta si svolse il 20 e 21 maggio 1941, nella fase d'apertura dell'avioassalto tedesco all'isola di Creta, dove stazionavano ingenti forze degli Alleati. Nei piani tedeschi l'occupazione dell'isola ricadde esclusivamente sulla Luftwaffe e sui paracadutisti della 7. Flieger-Division (maggior generale Kurt Student), appoggiati dalla 5. Gebirgs-Division (tenente generale Julius Ringel) che sarebbe stata trasportata anch'essa dagli aerei con l'armamento pesante.
A ridosso dell'inizio dell'attacco i comandi tedeschi preferirono organizzare sbarchi secondari dei Gebirgsjäger, non volendo dipendere solo dall'effetto sorpresa di un attacco dal cielo: fu costituita una serie di piccoli convogli mediante la requisizione in massa di pescherecci greci e la Regia Marina si assunse il compito di difenderli e condurli nei luoghi di sbarco prescelti. Tra le varie unità sottili italiane coinvolte nell'operazione vi furono le torpediniere Lupo e Sagittario.

## La notte dellaLupo

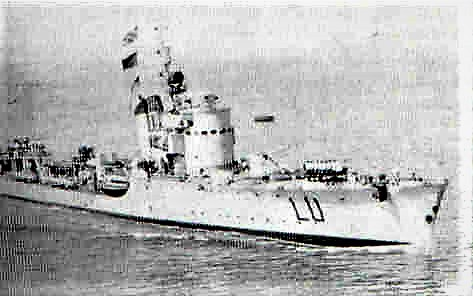
La Lupo dopo la battaglia di Creta; si notano due fori di proiettili a prua

Il 19 maggio 1941 un convoglio di ventuno caicchi partì da Il Pireo, ma sette furono costretti a tornare indietro per avarie. La scorta prevista, la torpediniera Sirio, aveva lamentato un'avaria all'elica di dritta ed era stata perciò sostituita dalla torpediniera Curtatone: questa nave, tuttavia, colò a picco il giorno successivo a causa di una mina mentre era in viaggio per unirsi al convoglio. Fu allora ordinato alla torpediniera Lupo, al comando del capitano di fregata Francesco Mimbelli di assumere la difesa del convoglio; la torpediniera lo raggiunse il 21 maggio 1941 e la navigazione proseguì tranquilla sino alle 22:33, quando una vedetta segnalò a circa 1000 metri, sulla destra, la presenza di una nave ostile: si trattava del cacciatorpediniere HMS Janus. La Lupo accostò e lanciò due siluri, senza tuttavia colpire la nave britannica, quindi iniziò a distendere una cortina fumogena; subito dopo fu avvistato a 700 metri un incrociatore britannico (l'HMS Dido, che aprì il fuoco contro la Lupo, la quale rispose con tutte le armi di bordo e con il lancio di un terzo siluro. Durante questo serrato combattimento comparve sulla scena l'incrociatore HMS Orion, sul quale Mimbelli ordinò di fare fuoco e che fu colpito da un siluro della Lupo; a sua volta, l'unità italiana incassò diversi granate e fu sventagliata di raffiche di cannoni automatici, che provocarono due morti (sottocapo furiere Orazio Indelicato e cannoniere Nicolò Moccole) e 26 feriti. La mischia, nel frattempo, era divenuta caotica sia a causa della cortina, sia per l'approssimarsi di altre navi britanniche. La Lupo riuscì a sganciarsi così dal combattimento e ripiegò, lasciando le unità avversarie a scambiarsi per breve tempo colpi tra di loro. I britannici, grazie al radar, riuscirono comunque a localizzare il convoglio ora indifeso e, riorganizzatisi, lo cannoneggiarono, provocando la distruzione di dieci caicchi e la perdita di 800 soldati tedeschi: quel che rimaneva del gruppo ripiegò sulla costa greca.
Per questa azione la bandiera di guerra della Lupo venne decorata con la Medaglia d'argento al valor militare e il capitano Mimbelli ricevette la Medaglia d'oro al valor militare. La formazione inglese era composta dagli incrociatori Ajax, Orion, Dido e dai cacciatorpediniere Hereward, Hasty, Janus e Kimberley ed era comandata dal contrammiraglio Irvine Glennie che andò incontro a molte critiche in quanto sebbene le navi inglesi avessero impedito lo sbarco dei piccoli pescherecci si erano fatte sfuggire una piccola torpediniera che da sola aveva saputo tener testa ad un'intera formazione.

## La giornata delSagittario

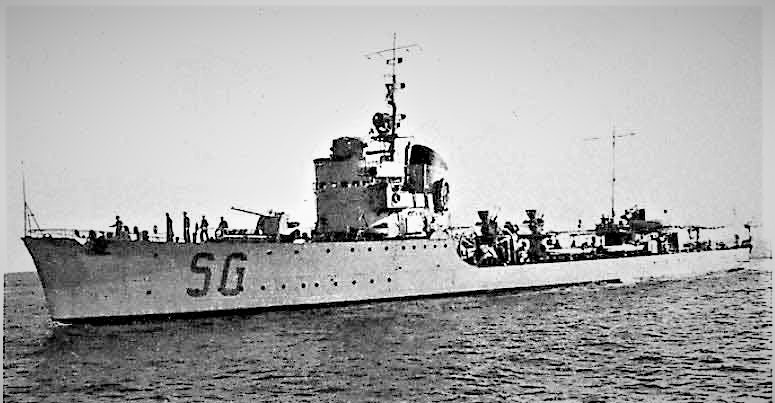
La torpediniera Sagittario

Un altro convoglio di 38 caicchi e piroscafetti, con a bordo 4000 Gebirgsjäger salpò dall'isola di Milo alle 13:00 del 20 maggio, per incontrarsi con la Sagittario del tenente di vascello Giuseppe Cigala Fulgosi, a sua volta partita dal Pireo; era presente anche la nave ospedale Brigitte. Alle 13:51 la Curtatone, che precedeva la Sagittario, affondò per una mina e la Sagittario trasse in salvo 22 naufraghi, che trasbordò poi sul posamine Rovigno. Alle 17:15 la Sagittario si ancorò al largo di Lavrion e rimase in attesa delle unità del convoglio, divise in due gruppi: il primo, proveniente da nord, arrivò quasi subito e alle 17.45 la Sagittario accolse a bordo capitano di fregata della Kriegsmarine von Lipinski. Il secondo scaglione, da Megara, fu avvistato alle 21.50, quindi, nel giro di dieci minuti, la Sagittario salpò per venirgli incontro, assumendo poi rotta per Milo con a rimorchio un motoveliero con problemi al motore. Alle cinque di mattina del 21 maggio il convoglio si era parzialmente disperso, quindi la torpediniera dovette tornare a Lavrion, dov'erano tornati diversi motovelieri in avaria, dando loro assistenza e prendendone alcuni a rimorchio. Infine Cigala Fulgosi decise di dividere il convoglio in due gruppi, le navi più veloci insieme alla Sagittario e quelle più lente in un secondo gruppo. Alle 12.40 la Sirio ed il primo gruppo si misero alla fonda a meridione di Milo, in attesa delle altre unità: fu presa la decisione di ripartire alle 19 (ora per cui si riteneva che il secondo gruppo sarebbe arrivato) lasciando a Milo le unità più lente ed in avaria e imbarcando sulla Sagittario le truppe a bordo di tali imbarcazioni, ma alle 16 Marisudest ordinò di restare a Milo per la notte, perciò la torpediniera e le imbarcazioni del primo gruppo si portarono all'àncora nella rada di Milo, raggiunte nel frattempo anche dal secondo gruppo. Alle 18.50 tutta la flottiglia era riunita nella rada, e risultò possibile riparare tutte le avarie alle varie imbarcazioni, consentendo così di non rinunciare a nessuna di esse. Alle 2.30 del 22 maggio le unità ripartirono alla volta di La Canea, su ordine di Marisudest, ma alle 7.30 un contrordine fece invertire la rotta, tornando verso Milo: entro le 8.15 tutte le navi del convoglion avevano assunto la nuova rotta.
Alle 8:35 avendo il comandante del Sagittario Giuseppe Cigala Fulgosi avvistata la formazione inglese, rimontò il convoglio sul lato di dritta stendendo una fitta cortina fumogena per proteggere le piccole imbarcazioni ed invertita la rotta ripercorse lo stesso tragitto per rendere la cortina ancora più densa e per aumentare la velocità della propria nave. Alle 9:01 gli inglesi notato il convoglio aprirono il fuoco al quale la torpediniera italiana rispose con il cannone di prora da 100mm ed alle 9:07, circondata dalle colonne d'acqua alzate dai proiettili nemici, la Sagittario lanciò i suoi due siluri di dritta e frapponendosi tra il convoglio e le navi inglesi, attirava su di sé tutto il fuoco delle navi nemiche. Alle 9:14 alcuni uomini avvistarono due colonne alzarsi su un fianco di un incrociatore e pochi minuti dopo la formazione britannica attaccata anche dagli aerei della Luftwaffe virando verso sud si allontanava. Alle 9:22 venne avvistato un terzo cacciatorpediniere, il Kingston che, attaccava la torpediniera italiana venendo colpito due volte, in plancia e sul fumaiolo. L'azione della Sagittario fu decisiva, in quanto a quel punto il comandante della formazione inglese ammiraglio King, che sarebbe stato immediatamente sbarcato per ordine diretto di Winston Churchill, decise di non attaccare il convoglio proseguendo la sua rotta verso sud. Alle 09:25 lo scontro era finito. il comandante della Sagittario Giuseppe Cigala Fulgosi venne decorato di Medaglia d'Oro al Valor Militare.